# DRY (programtervezési minta)
Ne ismételd magad (DRY, vagy Ne ismételje meg önmagát) a szoftverfejlesztés egy alapelve, amelynek célja a szoftverminták ismétlődésének csökkentése, absztrakciók helyettesítése vagy az adatok normalizálása, a redundancia elkerülésének érdekében.
A DRY elvet a következőképpen fogalmazzák meg: "Minden tudásnak egyetlen, egyértelmű, reprezentációval kell rendelkeznie egy rendszeren belül". Az elvet Andy Hunt és Dave Thomas fogalmazta meg a Pragmatikus Programozó könyvében. Meglehetősen széles körben alkalmazzák az "adatbázis-sémákat, tesztterveket, az összeállítási rendszert, és még akár a dokumentációt is".  A DRY elv sikeres alkalmazásakor a rendszer bármely elemének módosítása nem igényli, más logikailag független elemek megváltoztatását. Ezenkívül a logikusan összefüggő elemek kiszámíthatóan és egyenletesen változnak, így ezek szinkronban vannak. A módszerek és szubrutinok kódban történő felhasználása mellett Thomas és Hunt kódgenerátorokra, automatikus összeállítási rendszerekre és szkriptnyelvekre támaszkodtak, hogy a DRY alapelveket az egyes rétegek között megfigyeljék.

## DRY vs WET megoldások
A DRY megsértéseit általában WET megoldásoknak nevezik, amelyeket általában "minden alkalommal írj", "kétszer írj mindent", "élvezzük a gépelést" vagy "mindenki időt pazaroljunk" kifejezésre. A WET megoldások gyakoriak a többrétegű architektúrákban, ahol a fejlesztőknek fel lehet bízni például egy kommentármező hozzáadását egy webes alkalmazás űrlapjára. A "komment" szöveges karakterlánc megismétlődik a címkében, a HTML-címkében, az olvasási funkció nevében, egy privát változóban, az adatbázis DDL-ben, a lekérdezésekben és így tovább. A DRY megközelítés kiküszöböli ezt a redundanciát olyan keretek felhasználásával, amelyek csökkentik vagy megszüntetik az összes szerkesztési feladatot, kivéve a legfontosabb feladatokat, és meghosszabbítják az új tudásváltozók hozzáadhatóságát egy helyen.

## Külső linkek
- Don't Repeat Yourself at WikiWikiWeb
- Once and Only Once at WikiWikiWeb
- 97 Things Every Programmer Should Know (O'Reilly)
- The myth of over-normalization (discussion of academic extremes vs. real-world database scenarios)
- (2014) „Best Practices for Scientific Computing”. PLoS Biol 12 (1), e1001745. o. DOI:10.1371/journal.pbio.1001745. „Don't Repeat Yourself (or Others)”

## Fordítás
- Ez a szócikk részben vagy egészben  a   Don't repeat yourself című angol Wikipédia-szócikk ezen változatának fordításán alapul.  Az eredeti cikk szerkesztőit annak laptörténete sorolja fel. Ez a jelzés csupán a megfogalmazás eredetét és a szerzői jogokat jelzi, nem szolgál a cikkben szereplő információk forrásmegjelöléseként.